# Alain Bergounioux
Pour les articles homonymes, voir Bergounioux.
 (décembre 2016).
Alain Bergounioux, né le 23 octobre 1949 à Bois-Colombes, est un historien français.

## Biographie

### Jeunesse et études
Alain Bergounioux est élève de l'École normale supérieure de la rue d'Ulm (promotion 1970). Il est titulaire d'un doctorat en histoire (1983).

### Parcours professionnel
Alain Bergounioux est inspecteur général de l'Éducation nationale depuis 1991 et professeur associé à l'IEP de Paris. Il préside l’Office universitaire de recherche socialiste (OURS) depuis 2000, dirige La Revue socialiste et est conseiller auprès du premier secrétaire du Parti socialiste pour les relations avec les revues et les fondations.
Il a exercé différentes fonctions au sein de cabinets ministériels d’abord aux côtés de Michel Rocard quand celui-ci était Premier ministre (1988-1991) comme chargé de mission puis comme conseiller technique, puis auprès de Catherine Trautmann au ministère de la Culture et de la Communication (1997-1998), et de Michel Sapin au ministère de la Fonction publique et de la Réforme de l’État (2000-2002).
En 2012, aux côtés de Rémy Schwartz et Laurence Loeffel, il s'est vu confier par le ministre de l'Éducation nationale Vincent Peillon une mission de réflexion sur la morale laïque à l'école. Il s'agit du rapport dont les conclusions aboutirent à l'enseignement moral et civique dont l'entrée en vigueur était prévue pour la rentrée scolaire 2015.
Membre depuis 2013 de l'Observatoire de la laïcité, nommé par le Premier ministre Jean-Marc Ayrault.

## Publications
- Force ouvrière, Éditions du Seuil, 1975.
- La Social-démocratie ou le compromis, préface de Jacques Droz, Paris, PUF, 1979, 216 p.
- Le Régime social-démocrate, avec Bernard Manin, PUF, 1989.
- Léon Blum, discours politiques, 1997.
- L'Ambition et le remords : les socialistes français et le pouvoir (1905-2005), avec Gérard Grunberg, Fayard/L’espace du politique, 2005.
- Les Habits neufs de la droite, avec Caroline Werkopff-Leloup, Plon/Fondation Jean-Jaurès, 2006.
- Les Socialistes Éditions Le Cavalier bleu, coll. « Les Idées reçues », 2010.
- Le Socialisme à l’épreuve du capitalisme, avec Daniel Cohen, Fondation Jean-Jaurès/Fayard, mars 2012.
- Léon Blum, le socialisme et la République, Fondation européenne d'études progressistes/Fondation Jean-Jaurès, 2016.
- avec Jean-Francois Merle, Le Rocardisme. Devoir d'inventaire, Éditions du Seuil, 2018.